# Złotniki (powiat pajęczański)
Złotniki – uroczysko-dawna miejscowość, nieistniejący już przysiółek wsi Dąbrówka w Polsce, w województwie łódzkim, w powiecie pajęczańskim, w gminie Sulmierzyce.
Były to 2 gospodarstwa, według zdjęć satelitarnych w miejscowości nie ma już zabudowań, w ich miejscu są krzaki.
W latach 1975–1998 miejscowość administracyjnie należała do województwa piotrkowskiego.